# Route nationale 465 (France)
Pour les articles homonymes, voir Route nationale 465.
La Route nationale 465 ou RN 465 est une route nationale française qui reliait Belfort à Saint-Maurice-sur-Moselle via le Ballon d'Alsace. C'est la route qui descend sur les côtés lorrains et franc-comtois du ballon, le côté alsacien était parcouru par la RN 466. À la suite de la réforme de 1972, elle a été déclassée en RD 465.

## Histoire

### Classement
L'article 146 de la loi du 16 avril 1930 autorise le classement dans le réseau routier national de 40 000 km de routes appartenant à la voirie départementale et communale. La route de Belfort à Saint-Maurice-sur-Moselle est classée en 1930 dans le Territoire de Belfort et en 1932 dans les Vosges. La route était appelée chemin de grande communication no 4 dans le Territoire de Belfort et chemin de grande communication no 43 dans les Vosges.
La circulaire du 8 septembre 1933 désigne les nouvelles routes nationales classées par la loi du 16 avril 1930 par un numéro. La route de Belfort à Saint-Maurice-sur-Moselle prend le numéro 465,.

### Déclassement
L'article 66 de la loi no 71-1061 du 29 décembre 1971 prévoit le déclassement de certaines routes nationales et leur reclassement dans la voirie départementale La route nationale 465 a été déclassée du réseau routier national en 1972 dans le Territoire de Belfort et les Vosges. La route se nomme ensuite route départementale 465 (RD 465) dans le Territoire de Belfort et les Vosges.

### La RN 465 dans le Morbihan
La route, dite desserte portuaire de Lorient, reliant l'échangeur de Kerdual (échangeur avec la RN 165, commune de Quéven), au carrefour de Carnel, d'une longueur de 5 km, est classée dans la voirie nationale en 1992. En 2005, elle a été déclassée et transférée au département du Morbihan. Elle a été reclassée route départementale 465 (RD 465). Durant cette période, la route est prolongée à 6 km avec le doublement du pont du Scorff le long de la RN 165 dont l'échangeur est réaménagé. Par décret du 3 juin 2009, la RD 465 a été classée en route à grande circulation. En 2019, le trafic de la RD 465 compte plus de 55 000 véhicules par jour non loin de l'échangeur avec la RN 165. La route est aménagée en 2x2 voies entre l'échangeur avec la RN 165 à Caudan et l'échangeur de Kervaric.

## Ancien tracé de Belfort à Saint-Maurice-sur-Moselle
Le tracé est le suivant :
- Belfort (km 0)
- Valdoie (km 3)
- Sermamagny (km 6)
- Chaux (km 8)
- Giromagny (km 12)
- Lepuix (km 14)
- Ballon d'Alsace
- Saint-Maurice-sur-Moselle (km 38)